# Muñogalindo
Muñogalindo è un comune spagnolo di 424 abitanti situato nella comunità autonoma di Castiglia e León.